# ISO 21001
Die ISO 21001 ist ein Qualitätsmanagementstandard der Bildungsbranche. Die ISO-Norm bildet zusammen mit der ISO 29993 die adäquate Nachfolge der ISO 29990, welche die erste Norm im Markt der Bildung- und Lerndienstleistungen war.
Die ISO 29990 bildete in ihrer Struktur sowohl Serviceanforderungen als auch Managementanforderungen ab. Mit der High Level Structure möchte ISO allerdings eine strikte Trennung dieser zwei Anforderungen bezwecken. So werden Normen seit 2015 in Service- und Managementnormen unterschieden. Die ISO 29990 war allerdings eine Hybrid-Norm, die eine Kombination zwischen diesen beiden Normen bildete. Aus diesem Grund wurde sie zurückgezogen und durch zwei adäquate Nachfolgen ersetzt: der ISO 29993:2018 und der ISO 21001:2018. Dabei bildet die ISO 29993 die Anforderungen eines Servicestandards ab. Die ISO 21001 stellt Anforderungen an ein Managementsystem. Beide in Ergänzung ersetzen die ISO 29990 in einer wesentlich verbesserten Form, müssen jedoch nicht zusammen verwendet werden. Sie können abhängig von den Interessen des Normanwenders kombiniert aber auch getrennt voneinander verwendet werden.

## Zuständige Gremien für die Erarbeitung und Überprüfung
Bildungsdienstleistungen wurden bis zum Jahr 2006 im DIN und der ISO nur in Komitees behandelt, die einen anderen Schwerpunkt als die Bildung hatten. Die Zielsetzungen ihrer Normungstätigkeit bei bildungsrelevanten Standards waren immer in den Zuständigkeitsbereich (Scope) der jeweiligen Komitees eingebettet und diesem untergeordnet. Vor diesem Hintergrund hat das DIN Anfang 2006 einen eigenständigen Arbeitsausschuss für Bildungsdienstleistungen DIN NA 159-02-04 AA gebildet und bei der ISO die Einrichtung eines Technischen Komitees für Bildungsdienstleistungen beantragt.
Der nationale Arbeitsausschuss DIN NA 159-02-04 AA ist zuständig für die Bearbeitung aller mit Dienstleistungen in der Weiterbildung in Zusammenhang stehenden Normungsvorhaben auf nationaler, europäischer und internationaler Ebene. Im September 2006 hat die ISO nach einer überaus positiven Reaktion von nationalen Normungsorganisationen der Initiative stattgegeben und das Technische Komitee ISO/TC 232 eingerichtet. Seither existiert somit ein eigenständiges Komitee für Lerndienstleistungen, das den pädagogischen Prozess und die Sicherung der Bildungsqualität in den Mittelpunkt seiner Tätigkeit stellt. Das DIN hält das Sekretariat und stellt den Chairman dieses Komitees.
Seit 2018 begleitet Florian Mai, Geschäftsführender Gesellschafter der Incession GmbH, den Vorsitz des ISO/TC 232 und vertritt zusammen mit dem Sekretariat bei DIN die Normung der Bildungsbranche weltweit. Das ISO/TC 232 besteht aus 26 Ländern als stimmberechtigte Mitglieder (P-Member) und aus 22 Ländern als beobachtende Länder (O-Member). Im Zentrum der Arbeit des ISO/TC 232 steht die Normung, Standardisierung und Spezifikation im Bereich der Bildungs- und Lerndienstleistungen. Dabei wird ein Fokus auf Managementsysteme, Lernbegleiter, die Bewertung des Lernens, die Terminologie und ethisches Verhalten gelegt, ist jedoch nicht nur darauf limitiert.

## Entstehung und Hintergrund der ISO 21001
Die internationalen Märkte unterliegen sogenannten Megatrends des 21. Jahrhunderts. Auch der Bildungsmarkt wird beeinflusst durch die Globalisierung und Internationalisierung der Märkte, dem demographischen Wandel, der Industrie 4.0 und dem Wissensmanagement. Das Lernen rutscht in einen anderen und entscheidenden Fokus. Die am besten Lernenden am Markt werden bestehen. Getreu dem Motto von Charles Darwin:
„Es ist nicht die stärkste Spezies die überlebt, auch nicht die intelligenteste, es ist diejenige, die sich am ehesten dem Wandel anpassen kann.“
Die stetige Weiterentwicklung einer Bildungseinrichtung durch Vorbeuge-, Korrektur- und Verbesserungsmaßnahmen ist notwendig, um in einem globalen Kontext bestehen zu können. Zum Beispiel:
- zur Steigerung der Wettbewerbsfähigkeit
- zur Herausstellung von Alleinstellungsmerkmalen
- zu einer Lern-orientierten Leistungsausrichtung
- aus sozialer Verantwortung
- Instrumente und Methoden zur Verbesserung der Effektivität und Effizienz
- Kontinuierliche Verbesserung
- Harmonisierung zwischen verschiedenen Standards, Normen, Regeln, Akkreditierungsschemata
- Anregung von Exzellenz (Excellence Business Model) und Innovation

## Anwendungsbereich und Anwender
Anwender der ISO 21001 können alle Bildungseinrichtungen weltweit sein. Die internationale Norm bietet ein Management-Tool für Bildungseinrichtungen, die den Bedürfnissen und Anforderungen der Lernenden und anderer interessierter Parteien entsprechen wollen und den Fokus darauf setzen. Mit der Anwendung der ISO 21001 werden Bildungseinrichtungen in die Lage versetzt:
- konsequent Bildungsprodukte und -dienstleistungen bereitzustellen,
- die Zufriedenheit der Lernenden und der interessierten Parteien zu steigern,
- das eigene Qualitätsmanagementsystem zu verbessern.

Ursprünglich wurden ausschließlich formale Bildungseinrichtungen mit der ISO 21001 anvisiert. Für die Standardisierung und Normung im Markt der non-formalen Lerndienstleister bestand bereits ein eigenes Komitee, das ISO/TC 232. Aus diesem Grund wurde ein eigenes Projektkomitee eingerichtet, welches sich der ISO 21001 angenommen hat. 2019 wurde dieses Komitee aufgelöst. Die Mitglieder und Norm selbst wurde mit dem ISO/TC 232 zusammengelegt. Die Ursache hierfür ist allein durch die Historie des Komitees gegeben. Mit Gründung des Komitees wurde bis 2018 folgender Scope festgelegt:
„Standardization of requirements for learning services provided outside formal education, including vocational and professional education and training.
Note: What is included in "formal education" varies depending on the standard user's jurisdictional domain. Standards developed by ISO/TC 232 are primarily intended for providers of learning services outside formal education. However, they may be considered useful by entities providing any kind of learning service. Excluded:
- The development of standards in the field of information technologies for learning, education and training.
- The TC will take into account people with disadvantages and/or special needs.
- The TC will take into account ISO's global relevance policy as regards the parts of the world not directly represented in the TC work.“[1]

Durch Veränderungen des TC 232 (ISO-Strategie) und die Nominierung eines neuen Chairman, Herrn Florian Mai, wurde der Scope erweitert und angepasst. Übliche Normanwender sind zum Beispiel:
- Bildungsorganisationen weltweit
- Schulwesen
- Hochschulen und Universitäten
- Erwachsenenbildung
- berufliche Aus- und Weiterbildung
- Ausbildungsorganisationen
- Bildungs- /Schulungsabteilungen
- non-formale Bildungsdienstleister
- alle interessierten Parteien, die weiterhin beteiligt sind (Lehrer, Eltern, Regierungen, NGOs, Gewerkschaften etc.)

## Aufbau der Norm
Die Internationale Norm ISO 21001 hat 10 Kapitel. Kapitel 1 definiert den Anwendungsbereich (siehe oben). Kapitel 2 erläutert normative Verweisungen. Kapitel 3 erläutert Begriffe, die in der Norm Verwendung finden. Die weiteren Inhalte gliedern sich wie folgt:
- Vorwort
- Einleitung

1. Anwendungsbereich
2. Normative Verweisungen
3. Begriffe
4. Kontext der Organisation
5. Führung
6. Planung
7. Unterstützung
8. Betrieb
9. Bewertung der Leistung
10. Verbesserung

- Anhang A (normativ) Zusätzliche Anforderungen an die frühkindliche Bildung
- Anhang B (informativ) Prinzipien einer Bildungseinrichtung
- Anhang C (informativ) Klassifikation der interessierten Parteien einer Bildungseinrichtung
- Anhang D (informativ) Leitlinien für die Kommunikation mit interessierten Parteien
- Anhang E (informativ) Prozesse, Messungen und Instrumente von Bildungseinrichtungen
- Anhang F (informativ) Beispiel zur Darstellung regionaler Regelungen
- Anhang G (informativ) Gesundheits- und Sicherheitsmaßnahmen in Bildungseinrichtungen
- Literaturhinweise

## Umsetzungshilfen
Neben der Norm selbst existiert von DIN und ISO  nur eine „Information zum Übergang von ISO 29990 zu ISO 21001 und ISO 29993“.